# Anaxídamo
Anaxídamo foi rei da cidade-Estado grega de Esparta de 625 a.C. até 600 a.C. ano da sua morte, pertenceu à Dinastia Euripôntida.
Ele sucedeu seu pai Zeuxidamo e foi sucedido por seu filho Arquídamo I. Durante o seu reinado os messênios foram expulsos do Peloponeso, como resultado da Segunda Guerra Messênia [carece de fontes?]. 
Heródoto não lista Anaxídamo como um rei, dando a linha de reis sucessores de pai para filho como Teopompo - Anaxândrides I - Arquídamo I - Anaxilaus - Leotíquides I - Hippocratides.